# 太子奂
太子奂（?—?），战国人物，韩宣惠王的太子。
前322年，韩太子奂、魏太子嗣去朝见秦惠文王。张仪相魏。前318年，乐池相秦。函谷關之戰，韩国、赵国、魏国、燕国、齐国帅匈奴共攻秦国。秦国派庶长疾在修鱼作战，俘虏其将申差，击败赵公子渴、韩太子奂，斩首八万二千。到前315年，韩太子苍到秦国为质，韩太子奂已经去世或者被废。